# 无锡市民卡
無錫市民卡，全稱爲“无锡市社会保障·市民卡”，是中国江蘇省無錫市发行的的一种多功能集成电路智能卡，可用于金融支付、城市公共交通、社會保障等多個領域。市民卡前身为2002年9月1日发行的“無錫公共交通卡”。2009年10月，无锡市民卡有限公司成立，正式发行市民卡。

## 简介
“无锡市民卡”全称为“无锡市社会保障·市民卡”，是由无锡市发放的一种用于办理市民个人相关社会事务和公共服务的多用途智能卡，也是国内第一张加载生物指纹信息和二维条形码的CPU卡。该卡前身为2002年9月1日发行的无锡市公共交通卡，次年因成立统筹交通卡事务的无锡太湖交通卡有限公司而更名为太湖交通卡。2009年9月28日，由无锡市交通产业集团有限公司、无锡地铁集团有限公司和无锡市国联发展（集团）有限公司共同出资组建无锡市民卡有限公司，自此，太湖交通卡成为市民卡的一部分，并加载了银行借记卡与社会保障卡等功能，初步实现了“一卡多用、一卡通用”的理念。
2012年，无锡市民卡公司获得人民银行第三方支付牌照，这意味着市民卡开启了直接小额支付功能。目前，无锡市民卡应用领域已达到医疗保障、银行金融、公共交通、公共服务、消费支付、凭证、查询八大功能。。截止2014年9月底的统计，市民卡累计发卡581.42万张，其中标准卡313.19万张，太湖交通卡256.53万张，太湖通用卡3.78万张（2014年始发），太湖通商卡7.92万张（2013年始发）。

## 办理
无锡市民卡可在市民卡有限公司各网点办卡，市民卡办理不设户籍，外埠居民办卡与本市居民办卡后功能无异。
目前，因已无法适用地铁及出租车服务，无锡市正全面更替2002-2009年发行的太湖交通卡。在太湖交通卡发行期间，曾因收取押金而退卡时不予给付问题，遭到新华社新华视点诘责。如今在办理市民卡时，除标准卡外，均已不需收取押金，而是支付卡费20元（通用卡）或30元（交通卡）。
无锡市民卡各卡功能及办卡事宜，可参考如次：

### 标准卡
标准卡为记名卡，具备市民卡全部功能。办理时凭本人有效身份证在无锡市各社保网点、各街道劳动保障所申领社会保障·市民卡。

### 太湖通用卡
为市民卡衍生卡之一，为记名卡，具备除社保医保、银行金融之外的全部市民卡功能。 需至市民卡营业网点办理。

### 太湖交通卡
为市民卡衍生卡之一，为不记名卡，可用于公共交通、出租车、小额消费。办理时需至市民卡营业网点办理。

## 充值
无锡市民卡可在市民卡自营网点进行充值及查询，在无锡市可的、喜士多、全家FamilyMart、忆佳汇社区服务中心四大便利店大部分门店均可对市民卡交通卡进行现金充值（充值金额需50的倍数）；部分电信、移动营业网点亦可代办市民卡交通卡充值业务；此外，在无锡市中信、交通、招商、江苏四大银行部分网点自助设备上可持该行借记卡对市民卡交通卡进行充值。

## 应用领域
无锡市民卡可应用于多种领域，包括社会保障、银行金融、城市交通、消费支付、园林年卡、惠民休闲年卡、公共自行车租赁、智慧医疗、公用事业缴费等等。其中城市交通与消费支付应是平时最常用的两项功能。

### 城市交通
- 普通乘车：市民卡电子钱包可应用于日常出行，乘坐公交、地铁、出租车。充值后可跨年跨月使用，余额不作废，乘坐公交、地铁时实行一人一卡制。最低充值额为20元，卡内储值额上限不超过1,000元。电子钱包不记名、不挂失。乘坐公交享受6折优惠，1小时内换乘享受5折优惠。乘坐地铁享受9.5折优惠。
- 学生及60至69周岁的老人，可以开通每月充值20元乘坐50次（以一次2元计）的优惠功能，70周岁以上老人可持卡免费乘车，亦可办理相关年卡，即每年充值240元可乘坐公交车总次数600次/年（以一次2元计）；[13]乘坐地铁时，可享受9.5折优惠，持学生卡进站享受单程票价5折优惠，无锡市60-69岁老人持老龄卡进站在上下班高峰期（工作日7：00至9：00、16：00至18：00，以进站时间为准）可享受单程票价9.5折优惠、非高峰时间享受5折优惠，无锡市70岁以上持高龄卡老人进站在上下班高峰期（工作日7：00至9：00、16：00至18：00，以进站时间为准）可享受单程票价9.5折优惠，非高峰时间可免费乘车。[14]

此外，全市3Q公共自行车网点可凭市民卡标准卡进行租借服务，但需先持卡至市民卡服务网点开通相关功能，并在卡中交通功能账户内预留200元及以上金额方可正常使用租借自行车功能。

### 消费支付
无锡市民卡消费支付功能分为联机支付与电子钱包，前者适用于标准卡等记名卡，后者是指以存于交通功能账户内的金额为支付所在，可用于交通卡等不记名卡。联机支付主要合作商户有无锡市内的中国石化、欧尚超市、华润万家超市、远东百货、茂业百货、珑安百货、康辉旅行社、中国旅行社、新体育中心、九龙仓物业、供电公司、华谊兄弟影院等；电子钱包则可用于天惠超市、天鹏放心肉、王兴记、真正老陆稿荐、可的、喜士多等。

## 市区外使用

### 与江阴、宜兴的使用
2013年10月，无锡市与下辖的江阴市之间实现市民卡交通功能的互通互刷；2014年11月，随着宜兴加入第四批全国城市一卡通互联互通工程，宜兴与无锡之间业已实现市民卡交通功能的互通。

### 外埠使用

#### 住建部全国城市一卡通互联互通
2013年10月，随着无锡加入第三批全国城市一卡通互联互通工程，无锡已可与包括宁波、绍兴、常熟、天津、兰州等全国50个城市实现市民卡交通功能的互通。截至2017年8月，无锡太湖交通卡已可在全国110个城市使用，但外埠交通卡在锡使用时，不享受本地市民卡优惠政策。
自2017年5月1日起，上海全面关闭对原有无锡交通卡互联互通的应用支持，市民如需继续在上海刷卡乘车的，可选择购买新上海互通卡（太湖交通卡B卡），也可持原太湖交通卡抵扣20元换购新上海互通卡（要求原太湖交通卡卡片完好无损，余额为零）。新上海互通卡分为普通互通卡（30元/张）和异形互通卡（50元/张）。

#### 交通部全国交通一卡通互联互通
无锡市于2015年12月发行采用交通部标准的“江苏交通一卡通·太湖交通卡”，可与全国327个地级以上城市实现互联互通。无锡市发行的江苏交通一卡通在苏州、常州、宜兴等城市使用享受同本地卡的优惠折扣。

### 引用
1. ↑  .   [2017年8月15日]. （原始内容存档于2017年8月15日）.
2. 1 2  .   [2015年2月21日]. （原始内容存档于2015年2月21日）.
3. ↑  .   [2015-02-21]. （原始内容存档于2016-03-05）.
4. 1 2  .   [2015年2月21日]. （原始内容存档于2015年2月21日）.
5. ↑  .   [2015年2月21日]. （原始内容存档于2015年2月21日）.
6. ↑  〈錫城市民卡公司摘得無錫首張第三方支付牌照〉，《無錫日報》（2012年12月20日）。[]
7. ↑  .   [2015年2月21日]. （原始内容存档于2015年2月21日）.
8. ↑  .   [2015年2月21日]. （原始内容存档于2015年2月21日）.
9. ↑  .   [2015年2月21日]. （原始内容存档于2015年2月21日）.
10. ↑  .   [2015年2月21日]. （原始内容存档于2015年2月21日）.
11. ↑  .   [2015年2月21日]. （原始内容存档于2015年2月21日）.
12. ↑  .   [2015年2月21日]. （原始内容存档于2015年2月21日）.
13. ↑  .   [2015年2月21日]. （原始内容存档于2015年2月21日）.
14. ↑  .   [2015-02-21]. （原始内容存档于2016-03-04）.
15. ↑  .   [2015年2月21日]. （原始内容存档于2015年2月21日）.
16. ↑  .   [2015年2月21日]. （原始内容存档于2016年3月4日）.
17. ↑  .   [2015年2月21日]. （原始内容存档于2015年2月21日）.
18. ↑  .   [2015年2月21日]. （原始内容存档于2017年8月14日）.
19. ↑  〈无锡人有了这张公交卡，刷遍全国110个城市，10000多条线路，你信么?〉，《无锡生活播报》（2017年8月22日）。
20. ↑  .   [2015-02-21]. （原始内容存档于2014-10-31）.
21. ↑  〈重要通知！无锡公交卡5月1日以后不可以在上海刷卡坐车了！〉，《 江南晚报》（2017年4月25日）。
22. ↑  全国交通一卡通数据交换中心, 全国交通一卡通互联互通服务手册(2020-10). .